# تلفزة رقمية أرضية

أنظمة بث (DTT) حسب البلد

التلفزة الرقمية الأرضية (DTT أو DTTV) هو نظام بث يستعمل موجات (ISDB-T,DVB-T,ATSC,DMB-T/H) من أجل بث التلفزات الهيرتزية (إشارة تماثلية) . والدول العربية التي تستعمل هذا النظام هي المغرب، وكان أول بلد عربي وإفريقي يعتمد التلفزة الرقمية سنة 2007، والسعودية والإمارات والجزائر وسوريا والكويت وتونس ومصر والمغرب وليبيا.

## خصائص
التلفزة الرقمية هي طريقة تعتمد على البث الرقمي الأرضي ترقم في الإشارات الحاملة للصورة والصوت، وتنسق في تدفق واحد، قبل أن يتم ترقيمها وبثها للمشاهد عبر الذبذبات، ويمّكن النظام الرقمي المرمز، وتعديل الصورة والصوت، من إرسال أكثر من محطة على قناة واحدة نحو الهوائيات الخارجية الموجودة. وتُمكن المشاهد من الولوج السهل لباقة من القنوات العامة والمتخصصة، والحصول على جودة رقمية عالية في الصوت والصورة مع إمكانية إقحام معطيات كالترجمة الفورية، أما بالنسبة إلى القنوات التلفزيونية فإن الإرسال الرقمي الأرضي يخول نقل البرامج الرقمية مع ضمان جودة عالية في الصوت والصورة، والاستفادة من البث الرقمي الأرضي بتكلفة أقل من البث التماثلي.

## تاريخ
تعد بريطانيا رائدة في التلفزة الرقمية الأرضية، إذ أطلقت عام 1998 مسطحة رقمية تتميز بإرسال مضاعف ست مرات، وبدأت في ألمانيا عام 2002 من أجل انتشارها كلياً مع حلول 2010 وتوقيف النظام التماثلي سنة 2006 بالنسبة إلى مدينة برلين، وفي عام 2003 اعتمدت إيطاليا التقنية نفسها بإرسال مضاعف مرتين وتغطية تشمل 70 % من مجموع السكان. وانعقد المؤتمر الإقليمي للاتصالات الراديوية بجنيف سنة 2006 لاعتماد هذا النظام.

### مستقبل
يعتبر كثيرون من اختصاصيي الإنترنت أن «أي بي تي في» (IP TV)، التي تختصر عبارة INTERNET PROTOCOL TV، هي الأوفر حظاً للانتشار في المستقبل المنظور، خاصة في منطقة مينا.